# Prepotelus
Prepotelus is een geslacht van spinnen uit de  familie van de Thomisidae (krabspinnen).

## Soorten
- Prepotelus curtus Ledoux, 2004
- Prepotelus lanceolatus Simon, 1898
- Prepotelus limbatus (Simon, 1898)
- Prepotelus pectinitarsis (Simon, 1898)